# Oncinotis hirta
Oncinotis hirta är en oleanderväxtart som beskrevs av Daniel Oliver. Oncinotis hirta ingår i släktet Oncinotis och familjen oleanderväxter. Inga underarter finns listade i Catalogue of Life.